# St. Jacob (Illinois)
St. Jacob è un villaggio degli Stati Uniti d'America, situato nello Stato dell'Illinois, nella contea di Madison.